# Malin Gut
Malin Jaya Gut (ur. 1 sierpnia 2000 w Lenzburgu) – szwajcarska piłkarka występująca na pozycji pomocniczki w angielskim klubie Arsenal oraz w reprezentacji Szwajcarii. Wychowanka FC Fislibach, w trakcie swojej kariery grała także w takich zespołach, jak FC Zürich oraz Grasshopper.